# Isabelle von Fallois
Isabelle von Fallois, geboren in München, ist eine Autorin deutscher und französischer Herkunft. Sie ist Verfasserin esoterischer und spiritueller Literatur.
Nahtoderlebnisse im Alter von neun Jahren und eine Leukämie-Erkrankung Anfang 2000 weckten ihr Interesse an der Esoterik. Wegen der Erkrankung gab sie ihr Klavierstudium, das sie an der Hochschule für Musik und Theater München begonnen hatte, auf, um sich vollständig ihren esoterischen Interessen zu widmen.
Sie schreibt Bücher u. a. über Engel und gibt kostenpflichtige Workshops u. a. über die Kommunikation mit Engeln.

## Publikationen
- Die Erzengel. München: Koha-Verlag 2009.
- Die heilende Kraft deiner Engel. Zürich: Lichtwelle-Verlag 2011.
- Engel und Einhorn. Koha-Verlag 2013.
- Die Engel so nah. Burgrain: Koha-Verlag 2014.
- Der Brief der Magdalena. München: Alyna 2017.